# MfS-Richtlinie Nr. 1/76 zur Entwicklung und Bearbeitung Operativer Vorgänge (OV)

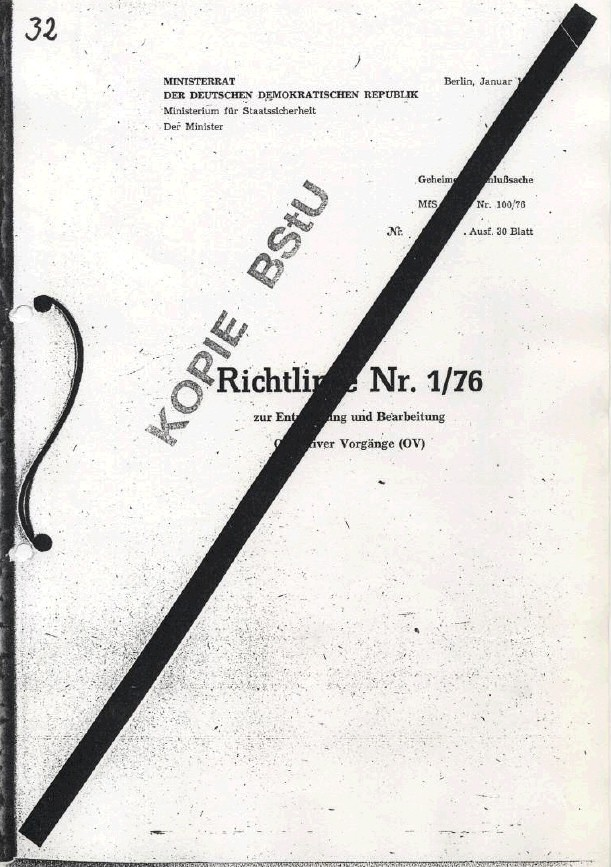
Deckblatt der MfS-Richtlinie Nr. 1/76 zur Entwicklung und Bearbeitung Operativer Vorgänge (OV)

Die Richtlinie Nr. 1/76 zur Entwicklung und Bearbeitung Operativer Vorgänge (OV) wurde vom Ministerrat der Deutschen Demokratischen Republik, vertreten durch das Ministerium für Staatssicherheit, mit Wirkung vom Januar 1976 erlassen. Sie zählte zur Ära Erich Mielke, der dem MfS von 1957 bis 1989 vorstand.
Zu den in der Richtlinie dargestellten geheimpolizeilichen Arbeitstechniken zählten das Ermitteln und Vorgehen gegen politische Gegner in Form von Operativen Vorgängen, insbesondere die Zersetzung von mutmaßlichen oder tatsächlichen oppositionellen Gruppen und Einzelpersonen. 
Ziffer 2.6.1 nannte hier: „Maßnahmen der Zersetzung sind auf das Hervorrufen sowie die Ausnutzung und Verstärkung solcher Widersprüche bzw. Differenzen zwischen feindlich-negativen Kräften zu richten, durch die sie zersplittert, gelähmt, desorganisiert und isoliert und ihre feindlich-negativen Handlungen einschließlich deren Auswirkungen vorbeugend verhindert, wesentlich eingeschränkt oder gänzlich unterbunden werden.“
Dabei wurden insbesondere auch persönliche Bekanntschaften ausgenutzt. Die dargestellten Methoden ähnelten einem systematischen Mobbing.